# Три серця та три лева
«Три серця та три лева» (англ. Three Hearts & Three Lions) — фентезійний роман Пола Андерсона, зразок піджанру героїчного фентезі. Журнальна версія була опублікована в «Fantasy & Science Fiction» у 1953 році, відразу після написання. Розширений книжковий варіант був виданий в 1961 році.

## Сюжет
Початок Другої світової війни. Головний герой Гольгер Карлсен, данський інженер, повертається з США на батьківщину і вступає до лав антигітлерівського Опору. Під час однієї з операцій (прикриття втечі до Швеції відомого вченого, очевидно фізика-ядерника Нільса Бора) він зазнає поранення в голову.
Коли Гольгер в лісі приходить до тями, то виявляє, що опинився в дивному світі, де втілені легенди європейського Середньовіччя. Крім звичайних людей, в цьому світі живуть відьми, гноми, кобольди, русалки, перевертні, дракони, велетні, тролі і безліч інших, незвичайних для нашого світу, істот. Цей світ розділений між силами Хаосу, що населяють «Середній світ», і силами Порядку, чиї землі поділені між Священною Римською імперією та сарацинами. Гольгер виявляє, що тут на нього чекає лицарське спорядження та кінь. На призначеному йому щиті зображені три серця і три лева. Одяг і обладунки ідеально пасують Гольгеру, він розуміє, що володіє зброєю та знає місцеву мову, архаїчну формою французької.
Прагнучи повернутися у рідний світ, Гольгер зустрічає дівчину Аліанору та гнома Гугі. Вони змушені стежити за, здавалося б, доброчесним ельфійським герцогом Альфріком Феєрським, який насправді планує ув'язнити Гольгера в Ельійфському пагорбі, де час плине інакше. Гольгер дізнається, що Моргана Ле Фей, його кохана із минулого життя, є його головним ворогом, керівницею сил Хаосу.
Герої тікають і, зіткнувшись із драконом, велетнем і перевертнем, досягають міста Тарнберг, де до них приєднується таємничий сарацин Карауе, який шукає Гольгера. За порадою чарівника Мартіна Трисмегіста вони вирішують добути меч Кортану, схований у зруйнованій церкві, яку охороняють ніксі, горяни-канібали та троль.
У пошуках меча Гольгер і Аліанора закохуються одне в одного. Однак Гольгер уникає фізичної близькості, хоча Аліанора цього хоче, оскільки він має намір повернутися у рідний світ. Коли їм зустрічається Дике Полювання, Гольгер і Аліанора взаємно обіцяють кохання, і Гольгер каже, що якщо переживе майбутні випробування, то назавжди залишатися з Аліанорою. В битві з тролем Гугі гине, ставши до того часу вірним товаришем Гольгеру.
Коли меч знайдено, Гольгер виявляє, що він — легендарний датчанин Ож'є, борець Порядку. Він перемагає сили Хаосу та опиняється у рідному світі тієї ж миті, коли зник. Тепер він перемагає нацистські війська, чим забезпечує Нільсу Бору втечу й участь у створенні атомної бомби. Таким чином, він зберігає Порядок у обох світах.
Гольгеру бракує Аліанори, він шукає спосіб повернутися в легендарний світ і шукає підказки в старих магічних книгах. Хоча Гольгеру не вдається знайти відповіді на свої питання, захоплення минулим спонукає його прийняти католицизм.

## Головні персонажі
- Гольгер Карлсен — головний герой, який чарівним чином став лицарем. Є ключовою фігурою в одвічній боротьбі сил Добра і Зла, Порядку і Хаосу. Як і у відомому романі Марка Твена про янкі («Янкі при дворі короля Артура»), Гольгер використовує знання людини XX століття про Середньовіччя (наприклад, перемога над драконом за допомогою базових знань термодинаміки, або змагання з велетнем у загадках).
- Папіллон («Метелик») — кінь головного героя.
- Аліанора, « Діва-лебідь» — вірна супутниця, а в подальшому і кохана головного героя. Будучи символом цнотливості (неодноразово з'являється верхи на спині єдинорога), дівчина в той же час виступає носійкою любовної лінії роману.
- Гугі — представник лісового народу, гном. Провідник Гольгера в «цивілізоване» місто Фаер. Упродовж сюжету Гугі трансформується з дрібного буркуна у відважного і вірного соратника. Гине в битві з печерним тролем.
- Сарах — екс-король Мавританії; таємничий сарацин, що розшукував Гольгера задовго до того, як той опинився в легендарному світі.
- Матуся Герда (епізодичний персонаж) — перша, хто зустрічається Гольгерові в новому для нього світі. Типова відьма: з чорним котом, старою хатинкою і дивним характером. Але, всупереч традиції, вона не перешкоджає героєві, а допомагає йому.
- Альфрік — намісник Фаер, герцог. За підтримки феї Моргани, прагне прибрати Карлсена з учасників майбутньої битви між Порядком і Хаосом, лицемірно заманивши його в ельфійський пагорб. Коли цей план руйнується, слуги герцога (фарисеї) вже не приховують своєї ворожості щодо до героя і його компанії.
- Фея Моргана — чарівниця. Одного разу їй вже вдалося приспати Гольгера на Авалоні, але він вирвався, коли його батьківщині загрожувала небезпека. Ситуація повторюється, тільки Моргана більш завбачливо вирішила завдати випереджувального удару.
- Мартинус — маг і чарівник, що розкриває Карлсену теорію його появи (або повернення) в легендарному світі. За його словами, в битвах між Порядком та Хаосом завжди бере участь світлий паладин (подібно Карлу, Роланду або Артуру), який пробуджується або силою висмикується з будь-якого іншого простору тоді, коли він потрібен силам Добра.